# ستيفن كينغ (لاعب كرة قدم)
ستيفن كينغ (بالإنجليزية: Stephen King) (6 مارس 1986 في الولايات المتحدة - ) هو لاعب كرة قدم أمريكي في مركز الوسط. لعب مع دي.سي. يونايتد وسياتل ساوندرز وشيكاغو فاير.

## وصلات خارجية
- ستيفن كينغ على موقع الدوري الأمريكي (الإنجليزية)
- ستيفن كينغ على موقع قاعدة بيانات كرة القدم.إي يو (الإنجليزية)
- ستيفن كينغ على موقع Soccerway.com (الإنجليزية)